# Kirche von Loen

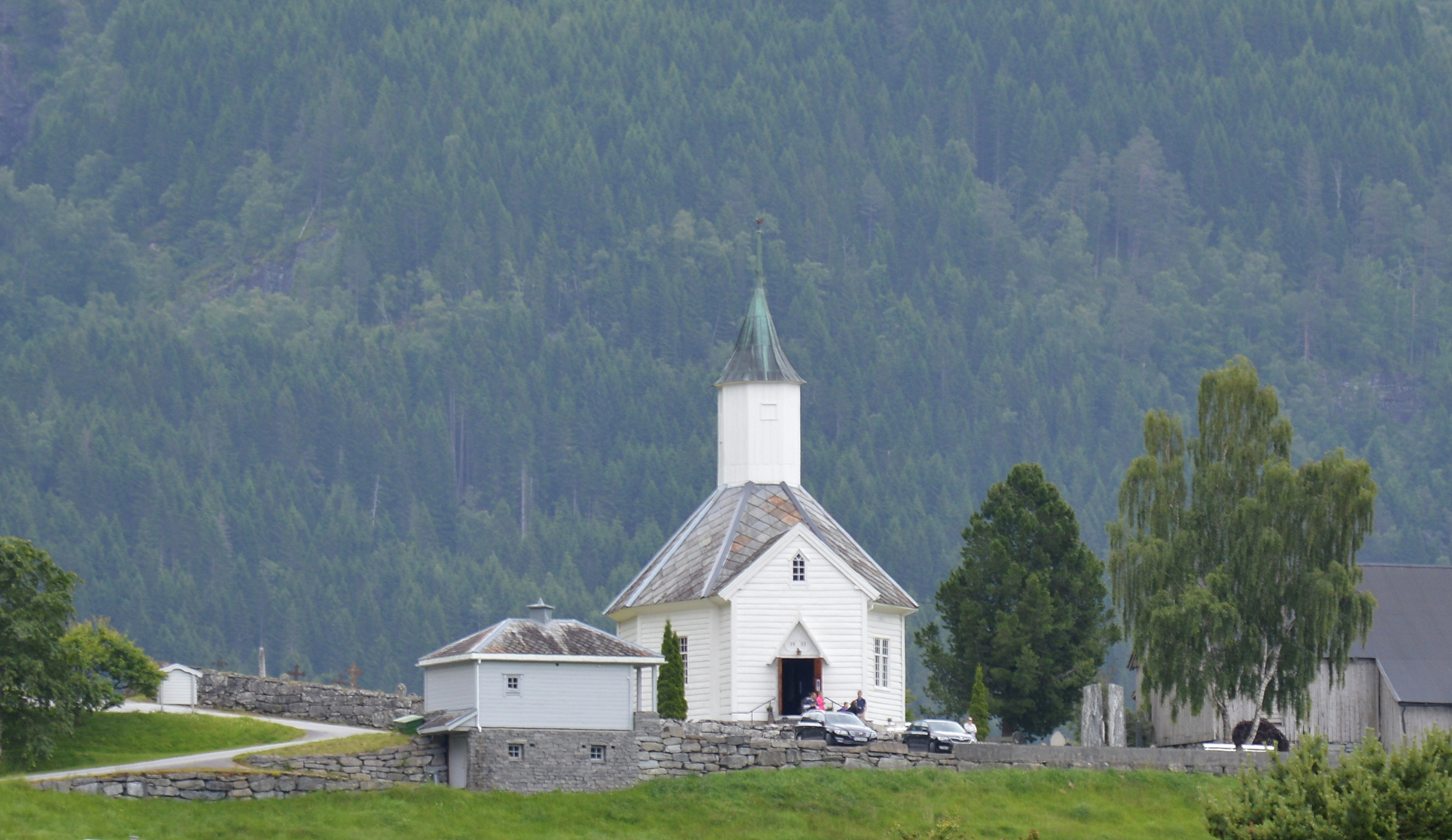
Kirche von Loen, 2017

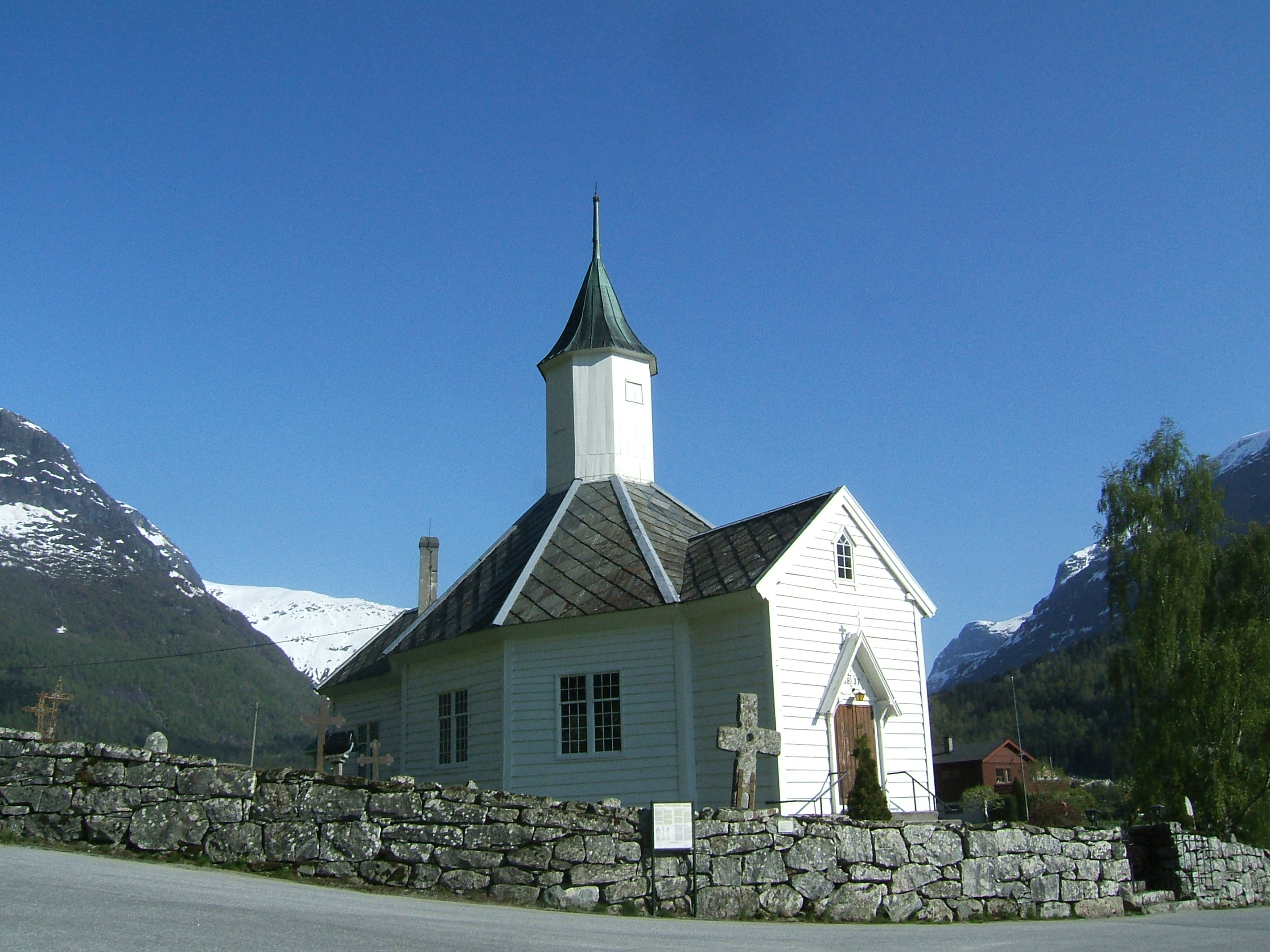
2008

Die Kirche von Loen (norwegisch Loen kyrkje) ist eine denkmalgeschützte Kirche der evangelisch-lutherischen Norwegischen Kirche im Dorf Loen in der norwegischen Kommune Stryn.
Sie liegt im östlichen Teil von Loen.

## Architektur und Geschichte
Bereits seit der Zeit um 1330, nach anderen Angaben 1360, befand sich an diesem Standort eine Kirche. Aus der frühesten Zeit der Christianisierung Norwegens stammt noch das neben der Kirche befindliche Steinkreuz. Die mittelalterliche Kirche war vermutlich als Stabkirche errichtet. Sie wurde in der ersten Hälfte des 17. Jahrhunderts durch eine kleine Holzkirche ersetzt. Der heutige Kirchenbau wurde im Jahr 1838, nach anderen Angaben 1837 errichtet.
Die Kirche verfügt über 190 Sitzplätze.